# Deutsche Gesellschaft für Psychiatrie und Psychotherapie, Psychosomatik und Nervenheilkunde
Die Deutsche Gesellschaft für Psychiatrie und Psychotherapie, Psychosomatik und Nervenheilkunde e. V. (DGPPN) ist eine wissenschaftlich medizinische Fachgesellschaft mit rund 12.000 Mitgliedern. Der Mitgliederstamm setzt sich aus Fachärzten für Psychiatrie und Psychotherapie sowie aus Ärzten, Psychologen und Wissenschaftlern zusammen, die in Deutschland auf den Gebieten Psychiatrie, Psychotherapie, Psychosomatik und Nervenheilkunde arbeiten.
Der Verein dient in der Überzeugung der Zusammengehörigkeit von Psychiatrie, Psychotherapie, Psychosomatik und Nervenheilkunde sowohl der Förderung von Wissenschaft und Forschung als auch der Förderung des öffentlichen Gesundheitswesens und der öffentlichen Gesundheitspflege.

## Geschichte
Die Entwicklung der Psychiatrie als eigenständige Wissenschaft und selbständiges Fachgebiet ist in Deutschland eng mit der Geschichte der Fachgesellschaft und der psychiatrischen Fachzeitschriften verknüpft.
Die Bezeichnung Psychiatrie geht auf den Mediziner Johann Christian Reil (1759–1813) aus Halle zurück. Die ersten dokumentierten Bemühungen um eine Organisation der Psychiater in Deutschland finden sich 1827 in einer Denkschrift von Joseph Ennemoser (Bonn) und Wilhelm Ruer (Marburg), die zur Gründung eines Vereins zur Verbesserung der praktischen Seelenheilkunde aufriefen. Diese Initiative blieb zunächst – u. a. durch die noch geringe Vertretung der Psychiatrie an den Medizinischen Fakultäten (der erste Lehrstuhl für Psychiatrie wurde 1811 in Leipzig errichtet) – erfolglos.
Das Pro Memoria an Deutschlands Irrenärzte (1841) von Heinrich Damerow, Professor der Medizin und Direktor der Irrenanstalt zu Halle, kann als Gründungsurkunde der heutigen DGPPN angesehen werden. Das Jahr 1842, als sich zur Vorbereitung dieser Fachzeitschrift 72 Personen zur Gesellschaft von Deutschlands „Irrenärzten“ zusammenschlossen, gilt als das eigentliche Gründungsjahr der Fachgesellschaft.
1846 bildete sich bei der Versammlung der 1822 gegründeten Gesellschaft Deutscher Naturforscher und Ärzte in Kiel erstmals eine psychiatrische Sektion, 1860 fand die erste selbstständige Tagung der Psychiater in Eisenach statt. Ihre ersten Statuten erhielt die Gesellschaft 1864 und nannte sich seitdem „Verein der Deutschen Irrenärzte“, dessen erster Präsident Carl Friedrich Flemming war. 1903 erhielt die Gesellschaft den Namen „Deutscher Verein für Psychiatrie (DVP)“. Bis zum Ersten Weltkrieg verzeichnete der Verein 550 Mitglieder. Eine erste ordentliche Jahresversammlung nach Ende des Ersten Weltkrieges fand 1920 in Hamburg statt, wo Karl Bonhoeffer (Berlin) zum Vorsitzenden gewählt wurde und es durch Wiederwahl mit Unterbrechungen bis 1934 blieb.

### Zeit des Nationalsozialismus
Nach der Machtübernahme durch die Nationalsozialisten erfolgte die organisatorische Zwangsvereinigung und Gleichschaltung des DVP mit der von 1906 bis 1907 entstandenen und am 14. September 1907 in Dresden ihre erste Jahresversammlung abhaltende „Gesellschaft Deutscher Nervenärzte“ zur „Gesellschaft Deutscher Neurologen und Psychiater“, deren Vorsitz Ernst Rüdin (München) bis 1945 innehatte. In diese Zeit fällt das dunkelste Kapitel der deutschen Psychiatrie: Die als „jüdisch“ oder „sozialistisch“ deklarierten Psychiater verloren ihre Arbeitsgrundlage und wurden in die Emigration getrieben. Die überwiegende Mehrheit derjenigen, die in Deutschland blieben, wurde in Konzentrations- und Vernichtungslager deportiert. Psychiater (darunter besagter Ernst Rüdin) waren maßgeblich an der Zwangssterilisierung von mehr als 360.000, vor allem psychisch kranken Menschen beteiligt. Die finanziellen Ressourcen für die Unterbringung und Behandlung von chronisch psychisch Kranken wurden drastisch reduziert. Schließlich wurden zwischen 1939 und 1945 wiederum unter maßgeblicher Beteiligung von Psychiatern – darunter Ordinarien und Anstaltsdirektoren – im Deutschen Reich und den besetzten Gebieten mindestens 400.000 psychisch Kranke und Behinderte als „lebensunwertes Leben“ klassifiziert und Opfer der systematischen Krankentötungen („Euthanasie“).

### Neuordnung nach 1945
In der Periode des Wiederaufbaus nach 1945 fehlte es an Nachwuchskräften. Im September 1947 lud Ernst Kretschmer zur Neurologen- und Psychiater-Tagung nach Tübingen, ein Jahr später folgte die „Jahresversammlung Deutscher Neurologen und Psychiater“ in Marburg. Die GDNP wurde wiedergegründet und Ernst Kretschmer, der im dritten Reich selbst in die Erbgesundheitspolitik verstrickt war, zum Notvorstand bestellt. 1949 wurde die Gesellschaft entsprechend ihrer neuen Statuten in 4 Sektionen aufgeteilt: Psychiatrie, Neurologie, Psychotherapie mit medizinischer Psychologie und Neurochirurgie. 1954 wurde auf der 70. Wanderversammlung Südwestdeutscher Neurologen die „Deutsche Gesellschaft für Psychiatrie und Neurologie“ (DGPN) in Baden-Baden als Nachfolgeorganisation des DVP gegründet. 1955 entstand in Nachfolge der Gesellschaft deutscher Neurologen und Psychiater der Gesamtverband deutscher Nervenärzte.
Die in der ehemaligen DDR existierende „Gesellschaft für Neurologie und Psychiatrie“, aus der vor der Wiedervereinigung kurzzeitig die „Gesellschaft für Psychiatrie und Nervenheilkunde in der DDR“ hervorgegangen war, löste sich schließlich 1991 auf. Die Vorstandsmitglieder wurden von der DGPN kooptiert. 1992 wurde die DGPN in „Deutsche Gesellschaft für Psychiatrie, Psychotherapie und Nervenheilkunde“ (DGPPN) umbenannt, um schließlich 2012 durch die Aufnahme des Faches der Psychosomatik eine Erweiterung des Gesellschaftsnamens in „Deutsche Gesellschaft für Psychiatrie und Psychotherapie, Psychosomatik und Nervenheilkunde“ (weiterhin DGPPN) zu erfahren.

### Aufarbeitung der Vergangenheit
Im Jahr 2009 bekannte sich die DGPPN im Rahmen einer Satzungsänderung zu ihrer besonderen Verantwortung, die ihr aus der Beteiligung ihrer Vorläuferorganisationen an den Verbrechen des Nationalsozialismus, an massenhaften Krankenmorden und Zwangssterilisierungen erwuchs. Im Jahr 2010 initiierte sie ein Forschungsprojekt zur „Geschichte des Deutschen Vereins für Psychiatrie, bzw. der Gesellschaft Deutscher Neurologen und Psychiater in der Zeit des Nationalsozialismus“. Im Jahr 2015 hatte der Verein einen zweiten Forschungsauftrag ausgeschrieben. Dieser hat die Zeit nach 1945 bis 1970 untersucht.

## Organisation
Zentrale Organe sind die Mitgliederversammlung, der Vorstand, die Referate und der Beirat. Im Vorstand sind auch Mitglieder verwandter Berufsverbände beteiligt, wie etwa der Berufsverband der Deutschen Nervenärzte und der Berufsverband Deutscher Psychiater. Zudem existiert seit 2015 mit dem „Trialogischen Forum“ ein Angehörigen- und Betroffenenbeirat, der die Arbeit der DGPPN durch eine direkte Rückkopplung zu aktuellen Aktivitäten und Themen begleitet.
Die über 30 Fachreferate befassen sich jeweils mit einem speziellen Themengebiet innerhalb des Faches. Sie verfolgen den wissenschaftlichen Forschungsstand und bringen sich in die Vorstandsarbeit ein und gestalten die Kongresse mit. Deren Themen und Arbeitsschwerpunkte machen die Referate durch die Herausgabe von Fachzeitschriften und die Organisation von Veranstaltungen einer breiteren Öffentlichkeit bekannt.
Die Präsidentin ist Euphrosyne Gouzoulis-Mayfrank, Past President Andreas Meyer-Lindenberg und President Elect Sabine Herpertz.

### Präsidenten
- 1842–1864 Heinrich Damerow, Halle (†)
- 1864–1873 Carl Friedrich Flemming, Schwerin (†)
- 1873–1885 Werner Nasse, Bonn (†)
- 1895–1886 Bernhard von Gudden, München (†)
- 1886–1890 Carl Westphal, Berlin (†)
- 1890–1891 Heinrich Laehr, Berlin (†)
- 1891–1904 Friedrich Jolly, Berlin (†)
- 1920–1923 Karl Bonhoeffer, Berlin (†)
- 1923–1924 Julius Wagner von Jauregg, Wien (†)
- 1924–1930 Karl Bonhoeffer, Berlin (†)
- 1930–1931 Karl Wilmanns, Heidelberg (†)
- 1931–1934 Karl Bonhoeffer, Berlin (†)
- 1935–1945 Ernst Rüdin, München (†)
- 1948–1951 Ernst Kretschmer, Tübingen (†)
- 1952–1954 Werner Villinger, Marburg (†)
- 1954–1956 Jürg Zutt, Frankfurt a. M. (†)
- 1957–1958 Friedrich Mauz, Münster (†)
- 1959–1960 Hans Bürger-Prinz, Hamburg (†)
- 1961–1962 Heinrich Kranz, Mainz (†)
- 1963–1964 Hans Merguet, Münster (†)
- 1965–1966 Friedrich Panse, Düsseldorf (†)
- 1967–1968 Robert Schimrigk, Dortmund (†)
- 1969–1970 Helmut Ehrhardt, Marburg (†)
- 1971–1972 Rudolf Degkwitz, Freiburg (†)
- 1973–1974 Hanns Hippius, München (†)
- 1975–1976 Edmund Christiani, Kiel (†)
- 1977–1978 Helmut Siedow, Konstanz (†)
- 1979–1980 Hanfried Helmchen, Berlin
- 1981–1982 Rainer Tölle, Münster (†)
- 1983–1984 Hans Heimann, Tübingen (†)
- 1985–1986 Felix Böcker, Bayreuth (†)
- 1987–1988 Eberhard Lungershausen, Erlangen (†)
- 1989–1990 Johannes Meyer-Lindenberg, Bonn (†)
- 1991–1992 Uwe-Henrik Peters, Köln (†)
- 1993–1994 Eugen Wolpert, Darmstadt (†)
- 1995–1996 Wolfgang Gaebel, Düsseldorf
- 1997–1998 Markus Gastpar, Essen
- 1999–2000 Henning Saß, Aachen
- 2001–2002 Max Schmauß, Augsburg
- 2003–2004 Mathias Berger, Freiburg
- 2005–2006 Fritz Hohagen, Lübeck
- 2007–2008 Wolfgang Gaebel, Düsseldorf
- 2009–2010 Frank Schneider, Aachen
- 2011–2012 Peter Falkai, München
- 2013–2014 Wolfgang Maier, Bonn
- 2015–2016 Iris Hauth, Berlin
- 2017–2018 Arno Deister, Itzehoe/Kiel
- 2019–2020 Andreas Heinz, Berlin
- 2021–2022 Thomas Pollmächer, Ingolstadt
- 2023–2024 Andreas Meyer-Lindenberg, Mannheim
- 2025–2026 Euphrosyne Gouzoulis-Mayfrank, Köln

## Ziele
Zu den Zielen zählen:
- die Erforschung von Grundlagen von psychischen Störungen sowie die Verbesserung von Diagnostik und Therapie
- die Prävention psychischer Störungen
- der Erhalt und der Ausbau der vorhandenen Versorgungsstrukturen
- die Unterstützung von Betroffenen und ihren Angehörigen
- die Förderung der psychiatrisch-psychotherapeutischen Aus-, Fort- und Weiterbildung
- die Profilierung des Fachgebiets Psychiatrie und Psychotherapie
- die Erstellung von evidenzbasierten Leitlinien und wissenschaftlichen Stellungnahmen
- die Beratung von Politik und Gesellschaft sowie Aufklärung der Öffentlichkeit über psychische Störungen und deren Behandlungsmöglichkeiten
- die Unterstützung der Mitglieder der Fachgesellschaft

Diesen Aufgaben und dem Vereinszweck folgen wissenschaftliche Veranstaltungen (Kongresse, Veranstaltungen) und regelmäßige publikatorische Aktivitäten. Die wissenschaftlichen Veranstaltungen der Gesellschaft sind grundsätzlich der Allgemeinheit zugänglich. Ein besonderes Augenmerk gilt der Durchführung und Unterstützung von Aktivitäten in der Aus-, Fort- und Weiterbildung auf dem Gebiet von Psychiatrie, Psychotherapie, Psychosomatik und Nervenheilkunde. Zudem veröffentlicht die Gesellschaft laufend Stellungnahmen und Leitlinien zu relevanten und aktuellen Fragen des Fachgebiets, des Gesundheitswesens und der öffentlichen Gesundheitspflege.

### Kongress
Die Gesellschaft richtet einmal jährlich in Berlin einen wissenschaftlichen Fachkongress aus, der mit 9.000–10.000 Teilnehmern der größte seiner Art in Europa ist. Im Jahr 2017 war die DGPPN zudem Gastgeber des von der World Psychiatric Association (WPA) ausgerichteten Weltkongresses der Psychiatrie mit 11.000 Teilnehmern.

### Nachwuchsförderung
Die Nachwuchsinitiative „Generation PSY“ soll das Interesse junger Menschen für das Fach Psychiatrie und Psychotherapie wecken. Dabei bringt sich ein Team aus Medizinstudierenden, Weiterbildungsassistenten und Fachärzten in die Nachwuchsarbeit der Fachgesellschaft ein und soll so die Generationen miteinander verbinden. Es richtet sich speziell an Medizinstudierende und Assistenzärzte. Eine dazugehörige Internetplattform bietet Informationen und soll zur digitalen Vernetzung und einem besseren Wissenstransfer beitragen. Zu den konkreten Aktivitäten gehören beispielsweise Summer Schools, ein Mentoringprogramm oder Intensivkurse für die Facharztprüfung.

## Zeitschriften
- Der Nervenarzt. ISSN 0028-2804 (Print-Ausgabe) ISSN 1433-0407 (Online-Ausgabe)
- Mitgliedermagazin Psyche im Fokus. (Beilage zu Der Nervenarzt.) ZDB-ID 2712831-3 (Print-Ausgabe) ZDB-ID 2720340-2 (Online-Ausgabe)

## Publikationen
- Iris Hauth, Peter Falkai, Arno Deister (Hrsg.): Psyche, Mensch, Gesellschaft. Psychiatrie und Psychotherapie in Deutschland: Forschung, Versorgung, Teilhabe. Medizinisch Wissenschaftliche Verlagsgesellschaft, Berlin 2017, ISBN 978-3-95466-285-2.
- Frank Schneider, Peter Falkai, Wolfgang Maier: Psychiatrie 2020 plus. Perspektiven, Chancen und Herausforderungen. 2. Auflage. Springer, Berlin u. a. 2012, ISBN 978-3-642-28088-7.

## Auszeichnungen
- Wilhelm-Griesinger-Medaille (Ehrung für herausragende Verdienste auf dem Gebiet der Psychiatrie, Psychotherapie und Psychosomatik)
- DGPPN-Preis zur Erforschung von psychischen Erkrankungen
- DGPPN-Forschungspreis: Prädiktive, präventive und personalisierte Medizin in Psychiatrie und Neurologie
- DGPPN-Promotionspreis – Hans-Heimann-Preis
- DGPPN-Preis für Versorgungsforschung in Psychiatrie und Psychotherapie
- DGPPN-Preis für Pflege- und Gesundheitsfachberufe in Psychiatrie, Psychotherapie und Psychosomatik
- DGPPN-Antistigma-Preis – Förderpreis zur Entstigmatisierung psychischer Erkrankungen (gemeinsam mit dem Aktionsbündnis für Seelische Gesundheit)
- DGPPN-Preis für Philosophie und Ethik in Psychiatrie und Psychotherapie
- DGPPN-Medienpreis für Wissenschaftsjournalismus
- DGPPN-Best Paper Award in Kooperation mit Springer Medizin